# ك. هاردينغ ووكر
ك. هاردينغ ووكر (بالإنجليزية: C. Harding Walker)‏ هو سياسي أمريكي، ولد في 27 يناير 1859، وتوفي في 23 فبراير 1934 في الولايات المتحدة. حزبياً، نشط في الحزب الديمقراطي. وقد انتخب عضو مجلس ولاية فرجينيا.